# Máximo 90
Máximo 90 fue un programa de televisión uruguayo cultural y  de entretenimiento conducido por Soledad Ortega y Sebastián Almada. Fue emitido desde el 14 de agosto de 2021 hasta el 17 de septiembre de 2022 por Canal 10.

## Programa
Los conductores Soledad Ortega y Sebastián Almada recorren en cada emisión un lugar del Uruguay para proporcionar análisis turísticos del mismo, además de ser acompañados por diferentes invitados, especialistas y habitantes. Cuenta con el apoyo del Ministerio de turismo.
El avant premiere del programa se realizó un día antes del estreno, el 13 de agosto de 2021, en el Movie del Montevideo Shopping. El estreno del mismo obtuvo 9,4 puntos de audiencia, siendo el tercer programa más visto del día, según la empresa brasilera Kantar Ibope Media. Dichos números corresponden a datos de espectadores de Montevideo.